# Justus Valentin Stemann
Justus Valentin Stemann (* 27. Juni 1629 in Kopenhagen; † 20. Mai 1689 in Glückstadt) war ein deutscher evangelischer Theologe.

## Leben
Justus Valentin Stemann, geboren in Kopenhagen am 27. Juni 1629 als Sohn des Predigers Johannes Stemann, wurde auf einem Gymnasium in Hamburg vorgebildet, anschließend erfuhr er sein Theologiestudium an den Universitäten Helmstedt sowie Wittenberg. An letztgenannter erhielt er im Jahr 1652 den Grad eines Magisters. Drei Jahre darauf setzte man ihn als Pfarrer der deutschsprachigen Gemeinde in Helsingør ein. Als die Stadt 1658 jedoch von den Dänen belagert wurde, floh Stemann zunächst nach Kopenhagen und von da über nach Rostock. Er nutzte die Gelegenheit und wurde an der dortigen Universität zum theologischen Lizentiaten. Die Universität Kopenhagen stellte ihn 1686 als der Theologie Professor ein. Im folgenden Jahr verlieh die Universität Stemann den theologischen Doktorgrad. Ein weiteres Jahr später, 1688, folgte er einem Rufe nach Glückstadt, um dort Kirchenrat und Generalsuperintendent für Holstein zu werden. Allerdings starb er genau ein Jahr nachdem er das Amt annahm, am 20. Mai 1689, im Alter von 59 Jahren.